# Phục bích tại Ireland
Phục bích (tiếng Trung: 復辟), còn được phiên âm là phục tích hay phục tịch, nghĩa đen là "khôi phục ngôi vua" là trường hợp một quân chủ đã từ nhiệm hoặc đã bị phế truất hay từng bị lật đổ bởi các cuộc cách mạng và đảo chính trong nước, thậm chí phải lưu vong do nạn ngoại xâm nhưng sau đó khôi phục lại được ngôi vị của mình. Dưới đây liệt kê những cuộc phục bích tại Ireland.

## Những vị vua tối cao của Ireland
- Máel Sechaill mac Domnaill (tại vị:980–1002, phục vị:1014–1022)

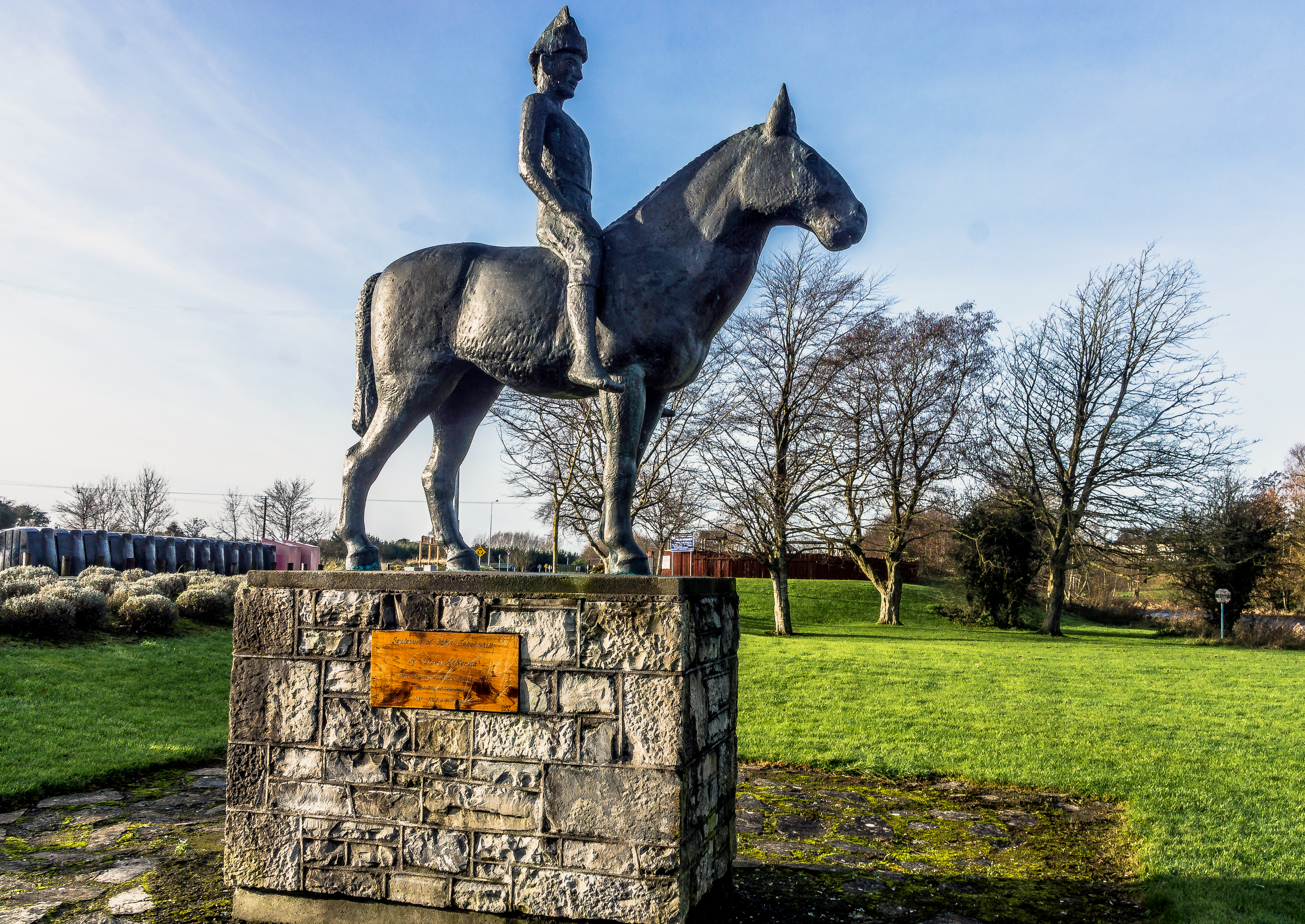
Máel Sechaill mac Domnaill

Năm 1002, Máel Sechaill mac Domnaill từ bỏ danh hiệu của mình, bàn giao quyền lực cho Brian Boru, mọi việc đều có nguyên nhân mới dẫn đến đến kết quả. Chả là Máel Sechaill mac Domnaill và Brian Boru thách thức nhau trong trận chiến tại đồi Tara ở tỉnh Meath, Máel Sechaill mac Domnaill hẹn với Brian Boru thời hạn kéo dài một tháng để ông có thể huy động lực lượng của mình, nhưng Máel Sechaill mac Domnaill đã không tập hợp được những người cai trị trong khu vực, những người được cho là thuộc cấp của ông vào thời điểm cuối cùng, và ông buộc phải thiện nhượng cho Brian Boru theo đúng thỏa thuận. Nhờ cái chết của Brian Boru, con trai, cháu trai của ông ta và nhiều quý tộc Munster khác tại Clontarf năm 1014, Máel Sechaill mac Domnaill đã thành công trong việc giành lại vương quyền cao quý, với sự trợ giúp của người anh em họ phía bắc Flaithbertach Ua Néill (quốc vương xứ Ailech).

## Vương quốcLeinster

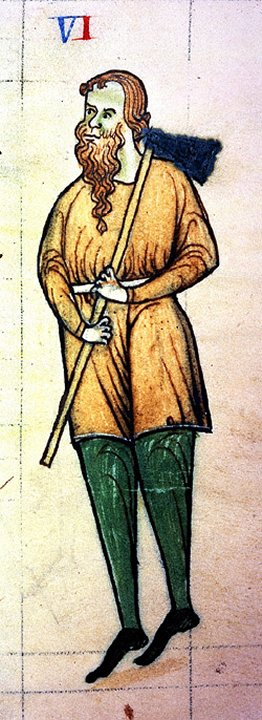
Diarmait Mac Murchada

- Fáelán mac Colmáin (tại vị:633–656, phục vị:656–666)

Năm 656, sự xuất hiện của Crundmáel Erbuilc đã làm gián đoạn thời gian thống trị của Fáelán mac Colmáin trong một quãng ngắn, sau đó trật tự đã lập lại rất gọn gàng khi Fáelán mac Colmáin tuyên bố phục tịch.
- Diarmait Mac Murchada (tại vị:1126–1166, phục vị:1169–1171)

Năm 1166, Diarmait Mac Murchada bị phế truất bởi quốc vương tối cao Ireland Ruaidrí Ua Conchobair, nguyên nhân xuất xứ từ năm 1152, khi ông bắt cóc Derbforgaill (vợ của vua Tiernan O'Rourke xứ Breifne. Trong khi Tiernan O'Rourke có mối quan hệ thân mật với Ruaidrí Ua Conchobair, do đó khi quốc vương Ruaidrí Ua Conchobair vừa đăng cơ, Tiernan O'Rourke đã kêu gọi Ruaidrí Ua Conchobair trả mối hận cho mình, Diarmait Mac Murchada trốn sang Wales và từ đó đến Anh và Pháp tìm kiếm sự hỗ trợ từ phía Henry II của Anh trong việc tuyển mộ binh sĩ để đòi lại vương quyền. Henry II ủy quyền cho Diarmait Mac Murchada tìm kiếm sự giúp đỡ từ những người lính và lính đánh thuê trong vương quốc của ông ta, những người đồng ý giúp đỡ bao gồm Richard de Clare và anh em cùng cha khác mẹ Robert FitzStephen và Maurice FitzGerald, Robert FitzStephen và Maurice FitzGerald đã được hứa hẹn những vùng đất ở Wexford và những nơi khác cho các dịch vụ của họ. Năm 1169, Diarmait Mac Murchada tổ chức một đội quân lính đánh thuê gồm lính Anh và xứ Wales, họ đổ bộ xuống vịnh Bannow, rồi bí mật bao vây Wexford, đột kích Vương quốc Ossory, đồng thời phát động các cuộc tấn công vào các lãnh thổ của Uí Tuathail, Uí Broin và Uí Conchobhair Failghe. Khi Diarmait Mac Murchada về đến Leinster, với sự trung gian của Giáo hội, các chỉ huy của hai đội quân bắt đầu đàm phán tại căn cứ chính trị của Ferns, kết thúc bằng một thỏa thuận đã đạt được, theo đó Diarmait Mac Murchada được phép trở lại làm vua Leinster.

## Vương quốcOsraige
- Diarmait mac Cerbaill (tại vị:894–905, phục vị:908–928)

Năm 905, Diarmait mac Cerbaill bị phế truất, anh trai ông là Cellach mac Cerbaill lên cầm quyền trị nước. Khi Cellach mac Cerbaill bị giết trong trận chiến Mag Ailbe chiến đấu bên cạnh vị giám mục của nhà vua lừng lẫy Cashel Cormac mac Cuilennáin năm 908, Diarmait mac Cerbaill trở lại vương quyền bởi người anh em họ, cũng là vị vua tối cao của Ireland đương thời, Flann Sinna.

## Vương quốcMunster
- Eterscel mac Máele Umai (tại vị:695–698, phục vị:713–721)

Năm 698, Ailill mac Cathail giành được ngai vàng từ tay Eterscel mac Máele Umai, đến năm 701 thì ngai vàng đó lại chuyển sang cho Cormac mac Ailello. Năm 713, Cormac mac Ailello chết, Eterscel mac Máele Umai tận dụng thời cơ quay về chiếm lại địa vị của mình sau mười năm năm lưu vong nơi đất khách quê người.
- Máel Muad mac Brain (tại vị:959–970, phục vị:976–978)

Năm 970, Mathgamain mac Cennétig hạ bệ và thay thế ngôi vị của Máel Muad mac Brain, biến động đó khiến Máel Muad mac Brain phải trốn chạy sang nương tựa đồng minh thân cận là vua Donnubán mac Cathail xứ Uí Fidgenti. Năm 976, Mathgamain mac Cennétig bị Donnubán mac Cathail bắt giữ vào năm 976 trong một cuộc xung đột thường niên, Donnubán mac Cathail đã trao lại ông ta cho Máel Muad mac Brain, Máel Muad mac Brain giết chết Mathgamain mac Cennétig rồi trở lại Munster tuyên bố phục vị.
- Muirchertach Mór mac Toirdhleabhach Ua Briain (tại vị:1086–1114, phục vị:1115–1116, tái phục vị:1118–1119)

Năm 1114, Muirchertach Mór mac Toirdhleabhach Ua Briain bị bệnh đến mức "trở thành một bộ xương sống", để đối phó với sự bất hạnh của nhà vua, anh trai của ông là Diarmait Ua Briain đã tiến hành chính biến nắm giữ quyền kiểm soát vương quốc và trục xuất Muirchertach Mór mac Toirdhleabhach Ua Briain. Sang năm sau, Muirchertach Mór mac Toirdhleabhach Ua Briain lấy lại được sức mạnh của mình và thực hiện một chiến dịch để giành lại quyền kiểm soát Munster, ông thành công trong việc đánh bại Diarmait Ua Briain, nhưng cũng đến năm 1116 ngai vàng lại tuột khỏi tay Muirchertach Mór mac Toirdhleabhach Ua Briain lần nữa cũng bởi người anh trai Diarmait Ua Briain. Phải đến năm 1118, Muirchertach Mór mac Toirdhleabhach Ua Briain mới chính thức giật được ngôi báu, nhưng chỉ một năm sau thì ông qua đời.
- Diarmait Ua Briain (tại vị:1114–1115, phục vị:1116–1118)

Năm 1115, Diarmait Ua Briain chưa ngồi ấm chỗ trên cương vị quân chủ Munster thì người em trai Muirchertach Mór mac Toirdhleabhach Ua Briain đã kịp thời hồi phục, đến năm 1116 ông tuy chiếm được ngai vàng lần nữa nhưng cũng chỉ giữ được non hai năm thì lại để thất thủ nên đành phải từ bỏ.

## Vương quốcAilech
- Flaithbertach Ua Néill (tại vị:1004–1030, phục vị:1033–1036)

Năm 1030, Flaithbertach Ua Néill quyết định thoái vị để nhường ngôi cho con trai mình là Áed mac Flaithbertaig Ua Néill, ông thực hiện một chuyến hành hương đến Rome. Năm 1031, Flaithbertach Ua Néill trở về nhà, từ đó, ông có được biệt danh của mình, Flaithbertach an Trostáin (có nghĩa là "Flaithbertach của Trostáin", đó là Flaithbertach của nhân viên Pilgrim). Năm 1033, Áed mac Flaithbertaig Ua Néill lìa đời, Flaithbertach Ua Néill miễn cưỡng lên ngôi, ông trở thành vua Ailech một lần nữa cho đến khi băng hà.
- Muirchertach MacLochlainn ou Muircheartach mac Neill Ua Lochlainn (tại vị:1136–1143, phục vị:1145–1166)

Năm 1142, Muirchertach MacLochlainn ou Muircheartach mac Neill Ua Lochlainn đã đánh bại các vị vua chư hầu nhỏ khác, nhưng trong chiến dịch này ông đã bị thương nặng phải cần thời gian điều trị, do đó Domnall Ua Gairmledaig lợi dụng cơ hội đã tuyên bố phế truất Muirchertach MacLochlainn ou Muircheartach mac Neill Ua Lochlainn vào năm sau. Năm 1145, Muirchertach MacLochlainn ou Muircheartach mac Neill Ua Lochlainn hoàn toàn bình phục, ông tìm thấy vương quốc của mình lần thứ hai với sự hỗ trợ quân lực từ các Vương quốc Airgíalla và Vương quốc Tir Conaill, từ năm 1150 trở đi, ông là "Ard ri Erenn co fressabra" có nghĩa là "Vua tối cao" trong phe đối lập.

## Vương quốcThomond
- Muircheartach Dall Ó Briain (tại vị:1194–1198, phục vị:1203–1210)

Năm 1198, Muircheartach Dall Ó Briain bị chính người anh em ruột thịt của mình là Conchobhar Ruadh Ó Briain lật đổ, đến năm 1203 ông mới tiêu diệt được đối thủ để giành lại ngai vàng.
- Brian Ruadh Ó Briain (tại vị:1268–1276, phục vị:1277)

Năm 1276, Brian Ruadh Ó Briain bị trục xuất khỏi pháo đài Clonroad bởi phe đối lập, ông buộc lòng phải chạy trốn khỏi Shannon cùng với con trai Donnchad và những tuỳ tùng thân cận. Nguồn cơn vụ việc bắt đầu từ sự bất mãn của Sioda mac Neill Mac Conmara, người trước đây đã ủng hộ Brian Ruadh Ó Briain làm vua, nhưng đến năm 1275 do bất đồng quan điểm ông ta đã đứng lên công khai chống lại Brian Ruadh Ó Briain và đứng về phía người cháu trai Thoirdelbach mac Taigd Cael Uisce Ó Briain. Brian Ruadh Ó Briain được Thomas de Clare (nhân vật có thế lực trong nước bấy giờ) giúp đỡ, sau một trận chiến ở Limerick, các lực lượng ủng hộ Brian Ruadh Ó Briain đánh chiếm Clonroad trong khi không có Toirdelbach mac Taigd Cael Uisce Ó Briain, thu thập tất cả sức mạnh của mình, Brian Ruadh Ó Briain tiếp tục dẫn dắt Quin trong County Clare ngày nay và tuyên bố phục vị vào năm 1277. Nhưng Thoirdelbach mac Taigd Cael Uisce Ó Briain không để yên như vậy, ông ta đem binh về tấn công trả đũa, các đối thủ gặp lại nhau tại MoyTHERan, kết quả Brian Ruadh Ó Briain bị đánh bại sau một trận chiến dai dẳng. Brian Ruadh Ó Briain và gia đình quay trở lại lâu đài Bunratty, pháo đài mới của Clare, trung tâm quyền lực Bunratty của Thomas de Clare, tại nơi đây ông bị xử tử bởi đồng minh Anglo-Norman Thomas de Clare, bởi ông này đã quyết định hòa giải với Thoirdelbach mac Taigd Cael Uisce Ó Briain vì nhận thấy Brian Ruadh Ó Briain đã hết thời.
- Thoirdelbach mac Taigd Cael Uisce Ó Briain (tại vị:1276, phục vị:1277–1284)

Năm 1276, nhân lúc Thoirdelbach mac Taigd Cael Uisce Ó Briain không có trong kinh thành, Brian Ruadh Ó Briain mở cuộc tập kích bất ngờ chiếm đóng nhanh chóng, tuyên bố phục tịch. Nhưng Thoirdelbach mac Taigd Cael Uisce Ó Briain đã kịp thời huy động lực lượng, đem quân về giải phóng thủ đô, đánh bại Brian Ruadh Ó Briain, sau đó bắt tay làm hòa với Thomas de Clare khiến ông này sát hại Brian Ruadh Ó Briain.
- Diarmait mac Toirdhelbaich Ó Briain (tại vị:1343, phục vị:1350–1360)

Năm 1343, Diarmait mac Toirdhelbaich Ó Briain lên ngôi sau cái chết của người anh trai Muircheartach mac Toirdhelbaich Ó Briain, việc kế vị này được thực hiện theo một thỏa thuận đạt được giữa họ vào năm 1336 với sự chấp thuận của gia tộc hùng mạnh McNamara (những người thực sự nắm quyền lực ở chính trường Thomond lúc bấy giờ). Nhưng chỉ mấy tháng sau, gia tộc McNamara lại thay đổi ý định, họ phế truất Diarmait mac Toirdhelbaich Ó Briain để đưa Brian Bán Ó Briain của "gia tộc Briain" lên cầm quyền. Năm 1350, Brian Bán Ó Briain bị ám sát bởi các con trai của Lorcan Mac Ceothach, Diarmait mac Toirdhelbaich Ó Briain được mời về kinh, nhờ vậy ông đã khôi phục lại ngai vàng của mình.

## Vương quốcMeath
- Diarmait mac Domnaill Ua Mael Sechlainn (tại vị:1127–1130, phục vị:1155–1156, tái phục vị:1157–1158, hựu tái phục vị:1160–1169)

Năm 1130, Diarmait mac Domnaill Ua Mael Sechlainn mất ngôi, người thay thế ông khuyết danh trong sử liệu, chỉ biết rằng người này bị quốc vương tối cao Ireland là Conchobair Tairrdelbach bắt cóc để trao ngai vàng Meath cho con trai ông ta là Conchobar Ua Conchobair vào năm 1143. Năm 1144, Conchobar Ua Conchobair cảm đột tử, Donnchad mac Muirchertaig Ua Mael Sechlainn lên ngôi, đến năm 1152 thì ngôi vị đó được Mael Sechlainn mac Murchada Ua Mael Sechlainn tiếp quản. Từ năm 1155 đến năm 1169, quyền lực tại Meath chỉ là sự giằng qua giật lại giữa hai đối thủ: Diarmait mac Domnaill Ua Mael Sechlainn và Donnchad mac Domnaill Ua Mael Sechlainn.
- Donnchad mac Domnaill Ua Mael Sechlainn (tại vị:1155, phục vị:1156–1157, tái phục vị:1158–1160)

Năm 1155, khi Donnchad mac Domnaill Ua Mael Sechlainn mới đoạt được chính quyền từ tay Mael Sechlainn mac Murchada Ua Mael Sechlainn thì cựu vương Diarmait mac Domnaill Ua Mael Sechlainn đã trở lại đánh bật ông để phục vị. Năm 1156, Donnchad mac Domnaill Ua Mael Sechlainn quay về làm vua lần thứ hai được một năm thì bị Diarmait mac Domnaill Ua Mael Sechlainn cướp mất, nhưng cũng chỉ một năm sau ông đã đòi được món nợ với đối thủ của mình. Tuy nhiên, quãng thời gian một năm ông giữ ngôi trôi đi nhanh chóng, vì đầu năm 1157 Diarmait mac Domnaill Ua Mael Sechlainn tốen hành trục xuất ông lần thứ hai. Năm 1158, Donnchad mac Domnaill Ua Mael Sechlainn đánh đổ Diarmait mac Domnaill Ua Mael Sechlainn lần nữa mà đoạt ngôi, rồi hai năm sau ông vẫn phải ra đi để nhường ghế cho Diarmait mac Domnaill Ua Mael Sechlainn lần thứ tư bước lên vũ đài chính trị.

## Vương quốcConnacht
- Cathal mac Conchobair Ruadh Ua Conchobair (tại vị:1280–1288, phục vị:1293)

Năm 1288, Cathal mac Conchobair Ruadh Ua Conchobair bị người em ruột Maghnus mac Conchobair Ruadh Ua Conchobair hất cẳng khỏi chính trường, ông phải chạy trốn chui lủi bí mật tập hợp lực lượng chờ thời cơ rửa hận. Năm 1293, sau cái chết của Maghnus mac Conchobair Ruadh Ua Conchobair, Cathal mac Conchobair Ruadh Ua Conchobair xâm nhập kinh đô tái lập sự thống trị, nhưng chỉ vài tháng sau ông lại bị lật đổ bởi Aedh mac Eoghan Ó Conchobair.
- Toirdelbach Ó Conchobair (tại vị:1317–1318, phục vị:1324–1350)

Sau trận Athenry lần thứ hai năm 1316, Toirdelbach Ó Conchobair hạ bệ Ruaidri na bhFeadh Ó Conchobair để giành vương quyền về cho mình, nhưng chính ông lại bị Cathal mac Domhnall Ó Conchobair tước đoạt ngai vàng vào năm sau. Năm 1324, Toirdelbach Ó Conchobair mới tiêu diệt được thế lực của Cathal mac Domhnall Ó Conchobair để tái chiếm ngôi báu, lần này ông trị vì cho đến hết đời.